# El Don Juan Tenorio o dos tubos un real
El Don Juan Tenorio o dos tubos un real, también conocida como el Tenorio Eldense, es una obra teatral escrita por el autor eldense Emilio Rico Albert (1890- 1977), y estrenada el 28 de diciembre de 1919 en el Teatro Castelar de Elda. Pertenece al género de la astracanada, parodiando la obra dramática Don Juan Tenorio de José Zorrilla (1844), una de las más conocidas del Romanticismo español del siglo XIX. Fue declarada Bien de Relevancia Local Inmaterial el 21 de enero de 2021, según la ORDEN 2/2021, de 20 de enero, de la Conselleria de Educación, Cultura y Deporte de la Generalitat Valenciana.

## Historia
El Señor Don Juan Tenorio o dos tubos un real se estrenó el 28 de diciembre de 1919. Su autor Emilio Rico Albert, comenzó a concebir la idea de la parodia de la figura de Don Juan, basándose en la obra de José Zorrilla, estrenada el 28 de marzo de 1844 y que subía a los escenarios puntualmente el Día de los Difuntos o de Todos los Santos, en noviembre. Es más que probable que Emilio Rico al escribir su “Tenorio”, tuviera ya la idea clara de representarla también puntualmente al igual que el de Zorrilla, pero por su contenido humorístico, crítico y socarrón, en lugar del Día de Difuntos,  en el que el público podría reaccionar "peligrosamente" contra los actores, el Día de los Inocentes se prestaba mejor para un día de sorpresas y bromas, y para que nadie pudiera sentirse incomodado en caso de ser aludido.
La obra de Rico Albert sigue a grandes rasgos la estructura y la base argumental que compuso Zorrilla, pero modificando sustancialmente el contenido de la segunda parte, que comienza en el cementerio. También aparecen los personajes del Tenorio de Zorrilla, salvo Butarelli, que de ser italiano en la obra de Zorrilla pasa a ser valenciano en la obra de Rico Albert. Los versos de Zorrilla son respetados en muchos casos para seguir su hilo argumental, siendo rematados por expresiones dialectales eldenses con el fin de provocar la hilaridad en clave de esperpento.
Esta creación artística en clave humorística eldense, cuya representación se ha convertido en una tradición en Elda, se ha manifestado habitualmente desde su estreno cada año el día de los Inocentes (28 de diciembre) hasta la actualidad, salvo los paréntesis marcados por la Guerra Civil, por el período comprendido entre 1962 y 1971, y por la etapa en la que el Teatro Castelar cerró sus puertas, a partir de 1990, para ser objeto de una importante remodelación hasta su reapertura en el año 1999.
Se trata de una representación teatral relevante por su antigüedad y continuidad en el contexto cultural e histórico de Elda. El Tenorio Eldense cumple su centenario en el año 2019, dado que se estrenó el 28 de diciembre de 1919, tal y como atestigua el testimonio del propio autor, Emilio Rico Albert, en una entrevista publicada en el semanario Valle de Elda (núm. 179, 30.01.1960). Es una muestra única del escaso elenco de manifestaciones eldenses de naturaleza cultural anteriores a la Guerra Civil que se han conservado y forman parte del calendario teatral de la ciudad. Asimismo, se trata de la representación teatral activa más antigua y continuada que tiene lugar en el Teatro Castelar de Elda, inaugurado en el año 1904.

## Representación
Una vez hecho el contacto con un grupo de teatro local de la época, llegó el momento de llevar a cabo la representación y decidir el reparto. Emilio Rico lo tenía muy claro. Los papeles femeninos, para mayor chanza, serían interpretados por hombres, emulando así el modo de hacer del teatro medieval. El director, Antonio Cremades, emprendió la dura tarea de conducir el movimiento de los actores y matizar la dicción del papel, si bien algunos de ellos habían ya demostrado sobradamente sus cualidades artísticas en el escenario, como era el caso del autor Emilio Rico, a quien sin duda le iba ni que pintado el papel de su Don Juan.
El Tenorio Eldense está conservado y representado por el Grupo de Teatro de la Junta Central de Comparsas de Moros y Cristianos de Elda. Se trata de una representación teatral que integra, asimismo, una evidente diversidad de expresiones culturales y artísticas. Contiene números musicales que otorgan a la música un papel fundamental en la parodia. Los cantables son las coplas que aparecen en el primer acto, y son interpretados por todos los actores cubiertos por un antifaz, reflejando de manera crítica aspectos de la vida local y nacional. El fin de fiesta es un número musical sorpresa que, tradicionalmente, tiene lugar tras la representación del Tenorio, también con carácter crítico y humorístico, conformado por una pieza musical, coreografía, vestuario y letra ideadas para la ocasión, al margen del hilo principal de la obra. Las canciones argumentales que forman parte de la representación (Los faroles de Palacio, El sentimental, El truhán, entre otras) le otorgan al Tenorio Eldense también el carácter de una comedia musical. Paralelamente, el habla tradicional eldense ocupa un lugar protagonista en la representación, y también tiene un papel visible el uso del valenciano. 

## Evolución
La representación del Tenorio Eldense ha experimentado, lógicamente, ciertas transformaciones para adaptarse a su tiempo, manteniendo, no obstante, su conformación y sus valores esenciales. Cabe citar, en este sentido, la incorporación, probablemente en torno a 1929, de la música, los cantables y el fin de fiesta, dentro de lo que se podría considerar la etapa formativa del Tenorio Eldense, configurándose así la representación de manera ya muy cercana a la que hoy conocemos, con un notable protagonismo musical, gracias especialmente a la participación de la Asociación Músico Cultural Eldense Santa Cecilia durante décadas. Cabe recordar, además, que el acto cuarto de la obra, que contiene el texto denominado Crimen de Cuenca o de la Mancha, no se representa desde finales de los años cuarenta por su duración excesiva. Asimismo, la recuperación de la representación en 1972, tras algunos años de paréntesis, y ya bajo el ámbito de la Junta Central de Comparsas de Moros y Cristianos y de su Grupo de Teatro, marcó el inicio de una etapa decisiva en la consolidación del Tenorio Eldense.

## Personajes
Los personajes que intervienen en la acción son los propios del Tenorio original de Zorrilla, reinterpretados en clave humorística eldense, a los que se añaden como complemento otros de carácter secundario y revestidos de la singularidad eldense propia de la obra de Emilio Rico Albert. 
El elenco de la obra es el siguiente: don Juan, doña Inés, Brígida, don Luis, don Gonzalo, don Diego, Chutti, Butarelli, Libonati, El Avellaneda, El Centellas, El Carracuca, El Sipal (municipal), Gastón, El Espontáneo y los Guasiles (alguaciles). Los personajes femeninos se han interpretado tradicionalmente por hombres, recreando la tradición teatral medieval desde una vertiente cómica. La indumentaria de cada personaje se inspira en la del Tenorio original, recreando y reinterpretando libremente, con las licencias propias del género, la vestimenta propia del marco histórico de la representación, propia del teatro romántico e historicista del siglo XIX y de los inicios del siglo XX.

## Importancia y simbolismo
La representación de El Señor Don Juan Tenorio o dos tubos un real forma parte del género teatral, con las características y el lenguaje propios de una creación artística ideada para ser representada en un teatro. Adopta tanto en el contenido como en la forma teatral el estilo literario de la astracanada, representativo de las primeras décadas del siglo XX, parodiando y usando como referente la obra dramática de José Zorrilla sobre la que se inspira. En consecuencia, sigue las pautas interpretativas y simbólicas propias del género, incorporando el importante peso específico de los números musicales y, asimismo, la clave satírica eldense a través de sus expresiones históricas y culturales, como la crítica social y el uso de la jerga propia.